# Bolesław Opałek
Bolesław Opałek (ur. 7 kwietnia 1925 we Lwowie, zm. 18 stycznia 2018 w Rzeszowie) – żołnierz AK Okręgu Lwów, uczestnik akcji „Burza” we Lwowie, żołnierz kompanii „C” Eksterytorialnej Komendy AK Lwów krypt. „Warta” na Rzeszowszczyźnie. Wieloletni prezes Towarzystwa Miłośników Lwowa i Kresów Południowo-Wschodnich.
Był synem wybitnego lwowianina Mieczysława Opałka – bibliofila, historyka, pedagoga, przedwojennego dyrektora szkoły św. Marii Magdaleny, autora książki O Lwowie i mojej młodości. Kartki z pamiętnika 1881-1901.
Decyzją prezydenta RP Andrzeja Dudy z 23 września 2017 r. otrzymał Krzyż Oficerski Orderu Odrodzenia Polski za wybitne zasługi na rzecz upamiętniania historii Kresów Południowo-Wschodnich oraz działalność społeczną.